# Traian Gheorghiu (publicist)
A nu se confunda cu fizicianul Traian Gheorghiu (1887 - 1968)!
Traian Gheorghiu (n. 16 martie 1906, Iași – d. 22 decembrie 1982) a fost un publicist și dramaturg român. Cunoscut publicului larg în special pentru volumul său de memorialistică intitulat Miercurile de la „Însemnări ieșene”, el publicat lucrări în numeroase alte domenii: logopedie, psihologie, pedagogie, filosofie, beletristică, dramaturgie.

## Opera

### Piese de teatru
- Faguri din munții Vrancei
- Vîslașii cerului
- Drac contra drac
- Cer și pământ
- Învinsul
- Dana
- Coțofana

### Memorialistică
- Miercurile de la „Însemnări ieșene”